# Рамессиди

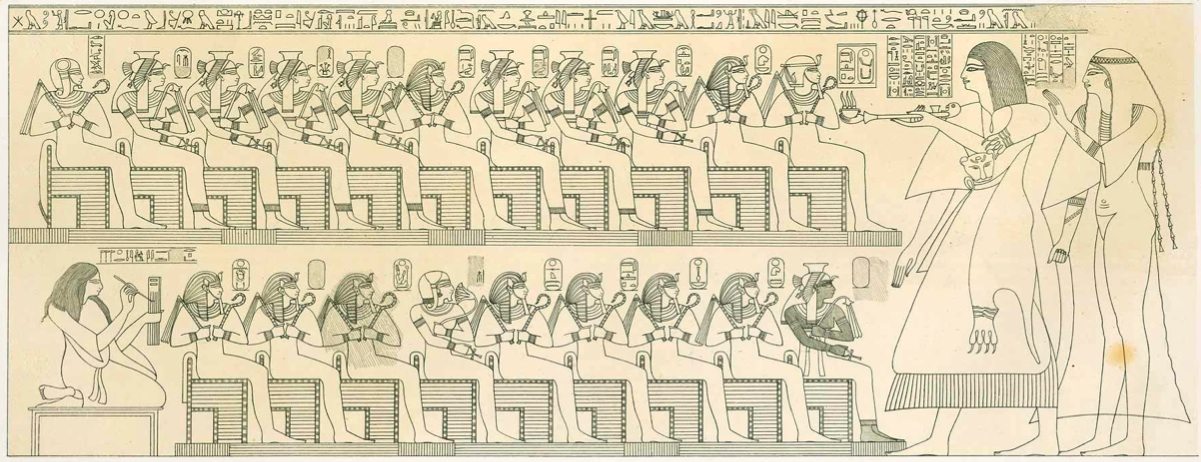
Сцена з гробниці ХХ династії Єгипту. Верхній ряд, зліва направо: Аменхотеп I, Яхмос I, Яххотеп I, Яхмос-Мерітамон, Яхмос-Сітамон, принц Сіамун, Яхмос-Хенуттамеху, Яхмос-Тумерісі, Яхмос-Небетта, Яхмос-Сапаїр. Нижній ряд, зліва направо: Яхмос-Нефертарі, Рамсес I, Ментухотеп II, Аменхотеп II, Таа II, Рамсес IV, Тутмос I.

Рамессиди або Рамезиди  — узагальнювальне ім'я для низки фараонів, що правили в Стародавньому Єгипті в епоху XIX і XX династій.
Представники Рамессидів:
- Рамсес I 1292–1290 до н. е.
- Рамсес II 1279–1213 до н. е.
- Рамсес III 1184–1153 до н. е.
- Рамсес IV 1153–1146 до н. е.
- Рамсес V 1146–1142 до н. е.
- Рамсес VI 1142–1135 до н. е.
- Рамсес VII 1135–1132 до н. е.
- Рамсес VIII 1132–1129 до н. е.
- Рамсес IX 1129–1109 до н. е.
- Рамсес X 1109–1102 до н. е.
- Рамсес XI 1102–1069 до н. е.

З усіх представників Рамессидів лише Рамсес II і Рамсес III були могутніми правителями, які змогли залишити слід в історії. Решта фараонів-Рамессидів не змогли цього зробити: Рамсес I — через те, що правив недовгий час, а фараони, що наслідували Рамсесу III не змогли впоратися із зменшенням сили царської влади.

## Джерело
- Цікава історія